# Jennifer Howell
Jennifer Howell, född i Kanada, är en kanadensisk skådespelare och röstskådespelare, som är mest känd för att ha gjort rösten till Bebe Stevens i den animerade TV-serien South Park.